# NGC 3115
NGC 3115，也稱為紡錘星系或科德韋爾53，是位於六分儀座的一個 透鏡星系。這個星系是威廉·赫歇爾在1787年2月22日發現的，與地球的距離大約是3,200萬光年，它的大小數倍於銀河系。
在1992年，夏威夷大學的John Kormendy和密西根大學的Douglas Richstone宣稱在這個星系觀測到超大質量黑洞，它是當時發現最大的 (20億太陽質量)。這個星系的恆星看起來都是老年或是不活躍的，黑洞的生長也已經停止。

## 外部連結
- Chandra Press Release
- SEDS: NGC 3115
- WikiSky上关于NGC 3115的内容：DSS2, SDSS, GALEX, IRAS, 氢α, X射线, 天文照片, 天图, 文章和图片